# Kittiphat Kullapha
Kittiphat Kullapha (thailändisch กิตติพัฒน์ กุลภา, * 6. Dezember 2004) ist ein thailändischer Fußballspieler.

## Karriere

### Verein
Kittiphat Kullapha steht seit 2022 beim Rayong FC unter Vertrag. Der Verein aus Rayong, einer Stadt in der gleichnamigen Provinz Rayong, spielt in der zweiten Liga. Sein Zweitligadebüt gab Kullapha am 8. April 2022 (31. Spieltag) im Auswärtsspiel gegen den Sukhothai FC. Hier stand er in der Startelf und spielte die kompletten 90 Minuten. Sukhothai gewann das Spiel 2:1. Die Saison 2023/24 wurde er mit Rayong Tabellendritter und qualifizierte sich somit für die Aufstiegsspiele zur ersten Liga. Hier konnte man sich gegen den Nakhon Si United FC durchsetzen und stieg in die erste Liga auf.

### Nationalmannschaft
Kittiphat Kullapha gab sein Debüt in der thailändischen U23-Nationalmannschaft am 22. März 2025 in einem Freundschaftsspiel gegen Katar. Bei der 2:1-Niederlage im Abdullah-bin-Khalifa-Stadion stand er in der Startelf und spielte die kompletten 90 Minuten.